# 삼성 갤럭시 코어 LTE
삼성 갤럭시 코어 LTE(영어: Samsung Galaxy Core LTE)는 삼성전자가 설계, 개발, 판매한 안드로이드 스마트폰이다. 스페인 바르셀로나에서 열린 2014년 모바일 월드 콩그레스에서 발표된 갤럭시 코어 LTE는 4.5 in (110 mm) 대각선 qHD 디스플레이, 4G LTE 연결, 안드로이드 젤리빈 4.2를 탑재했다.